# Katschipelaren
Katschipelaren (georgiska: კაცხის სვეტი, katschis sveti) är en naturlig kalkstensmonolit belägen vid den lilla byn Katschi i regionen Imeretien i västra Georgien, nära staden Tjiatura. Pelaren är omkring 40 meter hög och överblickar den lilla floddalen Katschura, en biflod till den större floden Qvirila.
Pelaren, med synliga kyrkoruiner på dess topp med en yta på cirka 150 m2, har vördats av lokalbefolkningen eftersom pelaren anses symbolisera det sanna korset och den har omnämnts i många sägner. Pelaren stod orörd av forskare fram till år 1944 och studerades som mest noggrant mellan år 1999 och 2009. Dessa studier uppenbarade bland annat det tidiga medeltida eremitaget från 800- eller 900-talet. En georgisk inskription paleografiskt daterad till 1200-talet tyder på att eremitaget fortfarande var bevarat på den tiden. Religiös aktivitet kring pelaren började återupptas på 1990-talet genom att en munk inom den ortodoxa kyrkan, fader Maksim, påbörjade verksamheten kring pelaren. Klosterbyggnaden restaurerades genom ett statligt bekostat program år 2009.

## Arkitektur
Komplexet kring katschipelaren, i sitt nuvarande skick, består av en kyrka (uppkallad efter Maximos Bekännaren), en krypta, tre eremitceller, en vinkällare samt en kurtin på den ojämna toppytan av pelaren. Vid pelarens bas ligger den nybyggda Symeon styliten-kyrkan och ruinerna av en gammal mur och ett klocktorn.
Kyrkan uppkallad efter Maximos Bekännaren ligger vid Katschipelarens sydöstligaste hörn. Kyrkan består av en liten enkel hallkyrkokonstruktion med dimensionerna 4,5 × 3,5 meter. Kyrkan är en modern restaurering av den ruinerade medeltida kyrkan som var byggd i sten. Under och söder om kyrkan ligger en avlång rektangulär krypta med måtten 2 × 1 meter. Kryptan har tidigare fungerat som ett begravningsvalv. Utgrävningar vid den ödelagda vinkällaren avtäckte åtta stora vinkärl, kända som Qvevri i Georgien. Vid pelaren finns även en rektangulär källargrotta med ingång och takfönster på pelarens vertikala yta cirka 10 meter under toppen. Vid pelarens bas finns ett kors i relief som visar på paralleller med liknande medeltida avbildningar funna på annat håll i Georgien, främst kring Bolnisi.